# Qarah Qūsh-e Soflá
Qarah Qūsh-e Soflá (persiska: قَرِه قوشِ سُفلَى, قره قوش سفلی, Qareh Qūsh-e Soflá) är en ort i Iran.   Den ligger i provinsen Västazarbaijan, i den nordvästra delen av landet, 700 km nordväst om huvudstaden Teheran. Qarah Qūsh-e Soflá ligger 1 756 meter över havet och antalet invånare är 102.
Terrängen runt Qarah Qūsh-e Soflá är kuperad åt nordost, men åt sydväst är den bergig. Runt Qarah Qūsh-e Soflá är det ganska tätbefolkat, med 75 invånare per kvadratkilometer. Närmaste större samhälle är Shegoftī, 5,5 km norr om Qarah Qūsh-e Soflá. Trakten runt Qarah Qūsh-e Soflá består i huvudsak av gräsmarker.